# Johann Matthias Naumann
Johann Matthias Naumann († 1727) war Schüler von Arp Schnitger und Orgelbauer in Hildesheim.

## Leben
Naumann stammte aus Frankfurt am Main und erlernte mindestens vier Jahre als Geselle bei Schnitger den Orgelbau. Im Jahr 1697/1698 führte Naumann zusammen mit Johann Hinrich Ulenkampf Schnitgers Umbau in der St.-Bartholomäus-Kirche in Golzwarden aus. 1700 bis 1702 war er als Meistergeselle an Schnitgers Orgelneubau in Clausthal-Zellerfeld tätig, den er anderen gegenüber sogar als sein eigenes Werk ausgab. Ab 1705 war er Organist in St. Annen in Hildesheim. Als Naumann 1727 starb, führte sein Sohn Franz Wilhelm den Beruf seines Vaters fort und baute eine Orgel in Kolenfeld.

## Werk
| Jahr      | Ort         | Kirche                  | Bild | Manuale | Register | Bemerkungen                                                                       |
| --------- | ----------- | ----------------------- | ---- | ------- | -------- | --------------------------------------------------------------------------------- |
| 1703–1706 | Hildesheim  | Hildesheimer Dom        |      | III/P   | 41       | Umbau; nicht erhalten                                                             |
| 1708–1709 | Groß Förste | St. Pankratius          |      | II/P    | 17       | Neubau; einige Manual-Register erhalten                                           |
| 1714–1716 | Clausthal   | Marktkirche             |      |         |          | Reparaturen; nur Prospekt erhalten                                                |
| 1712–1717 | Hildesheim  | St. Lamberti            |      | III/P   | 47       | Neubau; nicht erhalten                                                            |
| 1718      | Corvey      | St. Stephanus und Vitus |      | II/P    | 32       | Erweiterung um ein Rückpositiv, das spätestens 1830 wieder entfernt wurde → Orgel |
| 1725–1726 | Goslar      | Neuwerkkirche Goslar    |      | I/P     | 14       | Neubau; nicht erhalten                                                            |